# 門谷憲二
門谷 憲二（かどや けんじ、1948年 - ）は、長崎県平戸市出身の作家、作詞家。

## 経歴
早稲田大学中退後、1971年、ライブハウスで偶然出逢った泉谷しげるとともに音楽制作集団「サイクル・ギス」を設立。古井戸、ピピ&コット（佐藤公彦在籍）といった才能に出会い、細々とマネジメントを始める。作家のねじめ正一は中学時代の同級生である。
「サイクル・ギス」のアーティストのデモテープを制作し、旧エレックレコードに認められる。同年11月、泉谷がアルバム「泉谷しげる登場』でレコード・デビュー。同作には門谷の作品『白雪姫の毒りんご』も収録されている。
同年12月にはシングル盤をCBS・ソニーから出す。泉谷のバックバンドに「古井戸」と「ピピ&コット」の金谷あつしとよしだよしこを使う巧みな方法でアーティストに経験を積ませた。エレックレコード退社後、作詞家として活動。1970年代の日本を代表する作詞家の一人であり、作詞した曲は1000曲を越える。
2014年7月、「クラウド」にて推理作家デビュー。
2016年の夏、長崎の浦上天主堂にて「被爆のマリア像」を見て啓示を受け、同長崎出身のソプラノ歌手松口ようこと歌曲「被爆のマリア」を完成させ、2017年4月、オール長崎のメンバーでレコーディング、同年7月にCD発売と同時に長崎活水高等学校チャペルにて同組曲を初演、長崎より世界平和を発信したとして新聞テレビ報道で高い評価を受けた。同年10月27日には、平戸市の平戸文化センターから長崎市の爆心地に向けても行われている。

## 主な楽曲
- 相本久美子
  - 5つの銅貨（作曲：和泉常寛 編曲：村岡健）
- 秋元順子
  - 愛を手繰って（作曲：花岡優平 編曲：杉山ユカリ）
- 荒木由美子
  - 愛しかないのに（作曲：川口真 編曲：萩田光雄）
- 泉洋次
  - 光と影のバラード（作曲：泉洋次 編曲：渡辺茂樹）
- 泉谷しげる
  - 白雪姫の毒リンゴ（作曲：門谷憲二 編曲：泉谷しげる）
- 木の実ナナ
  - うぬぼれワルツ（作曲：西島三重子 編曲：大村雅朗）
- キム・ヨンジャ
  - 情恋歌（作曲：花岡優平 編曲：川村栄二）
  - 愛の歴史（作曲：花岡優平 編曲：川村栄二）
  - 赤い涙（作曲：杉本真人）
- 国実百合
  - 愛のエチュード（作曲：伊藤薫 編曲：川口真）
- 倉田まり子
  - さよならレイニー・ステーション（作曲：上田知華 編曲：大谷和夫）
  - 春の嵐（作曲：松宮恭子 編曲：鷺巣詩郎）
- 小柳ルミ子
  - 螢火（作曲：出門英 編曲：川上了）
- 西郷輝彦
  - 風は南風（作曲：西郷輝彦 編曲：松井忠重）※テレビ朝日系ドラマ「源九郎旅日記 葵の暴れん坊」主題歌
- 佐藤公彦
  - 夕暮れ（作曲：佐藤公彦）
  - 通りゃんせ（作曲：ケメ 編曲：浅沼勇）
- 沢田知可子
  - 恋人と呼ばせて-Let me call your sweet heart-（作曲：井上大輔 編曲：笹路正徳）
  - Remember（作曲：沢田知可子）
  - 運命～きっとふたりは～（作曲：沢田知可子）
- 鈴木雅之
  - レディ・エキセントリック（作曲：和泉常寛 編曲：鈴木雅之・村松邦男）
- 高見知佳
  - ミスター・レイン（作曲：西島三重子 編曲：萩田光雄）
- 太川陽介
  - 夕焼け（作曲・編曲：あかのたちお）
- チョー・ヨンピル
  - カルチェラタンの雪（作曲：岡本一生 編曲：前田俊明）
- テレサ・テン
  - ジェルソミーナの歩いた道（作曲：丹羽応樹 編曲：羽田健太郎）
- 寺本圭佑
  - 潮騒（作曲・編曲：川村栄二）
- 時任三郎
  - 夢の子供（作曲：山本はるきち）
  - イリュージョン（作曲：山本はるきち）
  - きみだけがそんなに淋しいのかい？（作曲：小倉良）
- 西島三重子
  - 火曜日にベルギーで（作曲：西島三重子 編曲：井上鑑）
  - 天体望遠鏡（作曲：西島三重子 編曲：国吉良一）
  - 千登勢橋（作曲：西島三重子 編曲：戸塚修）
- 丹羽応樹
  - こおろぎ橋（作曲・編曲：丹羽応樹）
- 新田恭子
  - ひき潮（作曲：浜圭介 編曲：川村栄二）
  - 情事（作曲：浜圭介 編曲：川村栄二）
- 日吉ミミ
  - ピリオッド（作曲：大塚博堂 編曲：竹村次郎）
- 布施明
  - 君は薔薇より美しい（作曲・編曲：ミッキー吉野）
  - 305の招待席（作曲・編曲：鈴木茂）
  - カルチェラタンの雪（作曲：岡本一生 編曲：戸塚修）
- ブルーメガホンズ
  - 若き獅子たち～We are the Lions（作曲：浜野謙太 編曲：山中聡）※西武ライオンズ応援歌
- 松崎しげる
  - 16ビート・センセーション（作曲：大野雄二）
- 南英司
  - だいじょうぶマイ音頭（作曲：南英司）
  - ミスターベースボール（作曲：伊藤薫）
- 三山ひろし
  - その名もコノハナサクヤヒメ（作曲：伊藤薫 編曲：村上基）
  - きみにハレルヤ!（作曲：伊藤薫 編曲：村上基）
- 山口百恵
  - ほほえみのむこう側（作曲：川口真 編曲：船山基紀）
  - 夕暮れからあなたへ（作曲：川口真 編曲：船山基紀）
- 渡哲也
  - ありんこ（作曲：山崎一稔 編曲：矢島賢）

## 著書
- 『小説・盆の釣り』（朔風社、1992年8月）
- 『釣魚大変1・漂流篇』『釣魚大変2・怪傑篇』（矢張双共著、朔風社、1999年3月）
- 『エレックレコードの時代　かつて音楽を動かした若者たちの物語　幻のエレックレコード編』（アクセス・パブリッシング、2006年9月）
- 『クラウド』（竹書房、2014年7月）